# Paúl M. Velazco
Paúl Martin Velazco García (* in Lima), allgemein Paúl M. Velazco genannt, ist ein peruanischer Mammaloge und Paläomammaloge. Er ist in den Vereinigten Staaten tätig. Sein Forschungsschwerpunkt sind rezente und fossile Vertreter aus der Fledermausfamilie der Glattnasen (Phyllostomidae).

## Leben
1997 erwarb Velazco den Bachelor of Arts in Biologie an der Universidad Ricardo Palma in Lima. 2002 graduierte er mit der Schrift Análisis filogenético del género Platyrrhinus (Chiroptera: Phyllostomidae) zum Master of Science in Zoologie an der Universidad Nacional Mayor de San Marcos in Lima. 2009 wurde er mit der Dissertation Historical diversification in the neotropics: Evolution and variation of the bat genus Platyrrhinus unter der Leitung von Bruce D. Patterson zum Ph.D. in Ökologie und Evolution an der University of Illinois at Chicago promoviert.
Von 2009 bis 2013 erfolgte seine Post-Doc-Phase an der Abteilung für Säugetiere am American Museum of Natural History, wo er in Zusammenarbeit mit Nancy B. Simmons an der Evolution der Glattnasen forschte. Seit 2010 ist er Wissenschaftlicher Mitarbeiter am Field Museum of Natural History in Chicago und seit 2013 an der Abteilung für Paläontologie am American Museum of Natural History, wo er mit Michael J. Novacek die Evolution und Diversifikation von mesozoischen Säugetieren studiert. Seit 2016 ist er Assistenz-Lehrbeauftragter am City College of New York.
Zu Velazcos Forschungsprojekten zählen die Morphologie und Evolution der Hasenmaulartigen (Noctilionoidea), Bestandsaufnahmen von neotropischen Kleinsäugern, die hochrangige Phylogenie von Säugetieren, die Säugetiere des Mesozoikums, due Biogeographie sowie die Taxonomie und Systematik von Säugetieren. Ferner ist er Mitarbeiter der Morphobank, einer von der National Science Foundation geförderten Webanwendung, die eine Online-Datenbank und einen Arbeitsbereich für die Evolutionsforschung, insbesondere die Systematik (die Wissenschaft zur Bestimmung der evolutionären Beziehungen zwischen Arten), bereitstellt. Gemeinsam mit einem Team von Wissenschaftlern betreut er ein Tree of Life Projekt für Säugetiere unter Verwendung molekularer und morphologischer Daten, die sowohl von existenten als auch von ausgestorbenen Abstammungslinien stammen. Bisher wurde ein Datensatz von über 4500 Schädel-, Zahn-, Postcranium- und Weichteilmerkmalen zusammengestellt und archiviert.
Velazco war an den Erstbeschreibungen zu Carollia manu, Isothrix barbarabrownae, Lophostoma kalkoae, Hsunycteris dashe, Platyrrhinus albericoi, Platyrrhinus angustirostris, Platyrrhinus fusciventris, Platyrrhinus guianensis, Platyrrhinus ismaeli, Platyrrhinus masu, Platyrrhinus matapalensis, Platyrrhinus nitelinea, Sturnira bakeri, Sturnira burtonlimi, Sturnira giannae, Thyroptera wynneae, Vampyressa elisabethae und Vampyressa sinchi beteiligt.